# Église Saint-Barthélemy de Saccourvielle
Pour les articles homonymes, voir Église Saint-Barthélémy.
L'église Saint-Barthélemy est une église romane située à Saccourvielle dans le département français de la Haute-Garonne, en région Occitanie.

## Historique
L'église Saint-Barthélemy a été construite au XIIe siècle.
Son clocher roman fait l'objet d'un classement au titre des monuments historiques depuis le 20 avril 1944.

## Architecture
Le clocher carré de style roman lombard est édifié en pierre de taille.
Chacune de ses faces est percée de profondes fenêtres groupées successivement par deux, trois ou quatre et séparées par des colonnettes surmontées de chapiteaux non sculptés. Ces groupes de fenêtres sont encadrés de lésènes et surmonté d'arcatures lombardes.
Les différents niveaux du clocher sont séparés à certains endroits par une frise de dents d'engrenage. 
Ce clocher se termine par une corniche saillante surmontée par une flèche octogonale.
À l'est, l'église se termine par un chevet roman constitué d'une abside semi-circulaire unique édifiée en moellons.

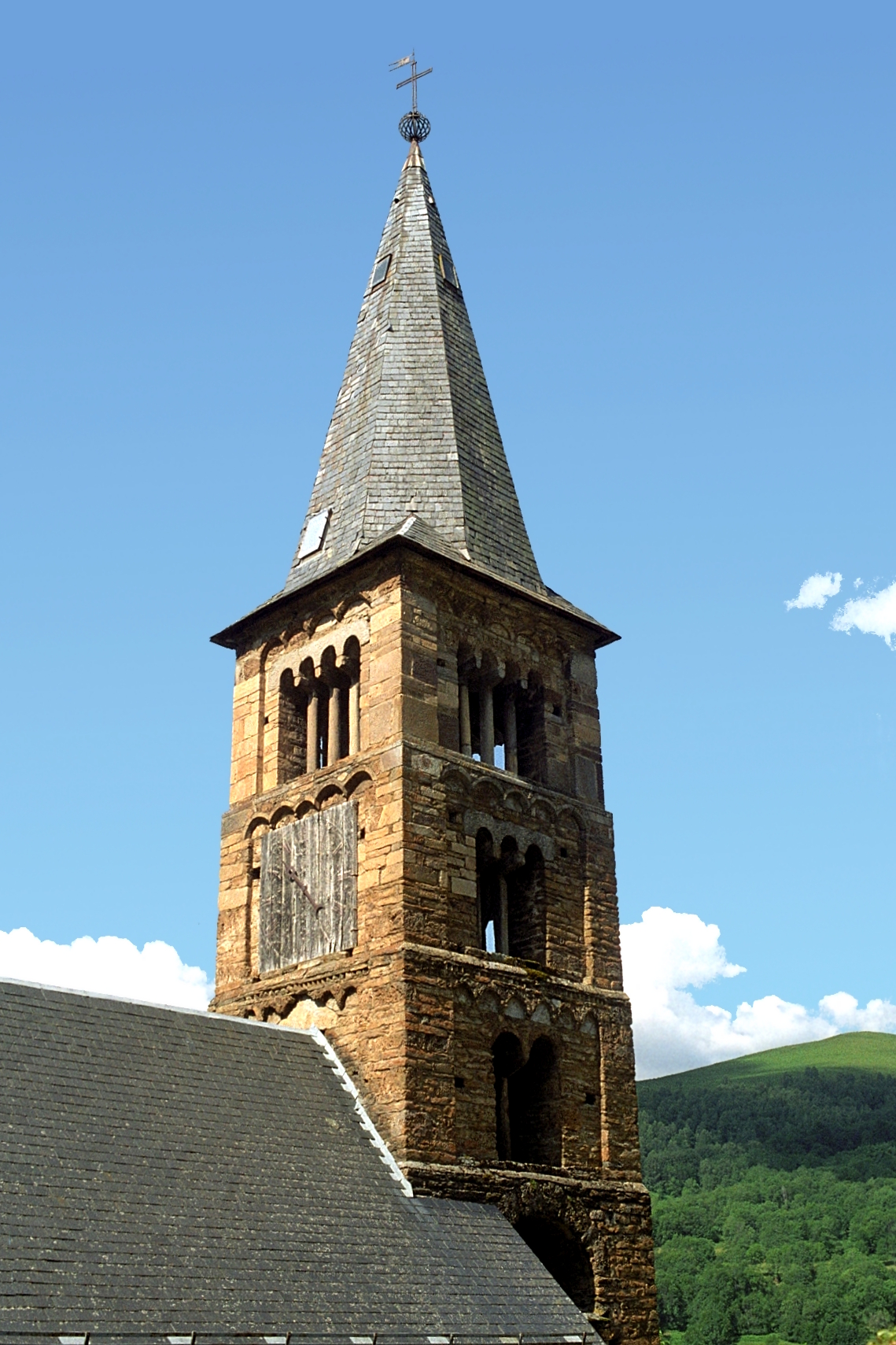
Le clocher.